# 삼성 갤럭시 M32
삼성 갤럭시 M32는 삼성전자에서 삼성 갤럭시 M 시리즈의 일부로 제조한 안드로이드 기반 스마트폰이다. 이 스마트폰은 2021년 6월 21일 인도에서 발표되었고, 2021년 7월에 다른 시장에 출시되었다. 주요 사양으로는 90 Hz 화면 재생 빈도를 가진 6.4인치 슈퍼 AMOLED 디스플레이와 64 MP 메인 카메라를 포함한 쿼드 카메라 설정이 있다.

## 사양

### 디자인
삼성 갤럭시 M32는 블랙과 라이트 블루 색상으로 출시된다. 이 폰의 크기는 인도 변형 모델의 경우 159.3 × 74 × 9.3mm이며, 다른 변형 모델의 경우 159.3 × 74 × 8.4mm이다. 이 폰의 무게는 인도 변형 모델의 경우 196그램이며, 다른 변형 모델의 경우 180그램이다.

### 하드웨어
삼성 갤럭시 M32는 90 Hz 화면 재생 빈도, 1080×2400 픽셀 해상도, 20:9 화면비 및 ~411 ppi 픽셀 밀도를 가진 6.4인치 슈퍼 AMOLED 디스플레이를 특징으로 한다. 미디어텍 헬리오 G80 시스템 온 칩 (옥타코어 (2×2.0 GHz ARM Cortex-A75 및 6×1.8 GHz ARM Cortex-A55) CPU 및 ARM Mali-G52 MC2 GPU 포함)으로 구동된다. 4 GB, 6 GB 또는 8 GB의 RAM과 64 GB 또는 128 GB의 내부 저장 공간을 제공하며, microSD 카드 슬롯을 통해 최대 1 TB까지 확장할 수 있다. 또한 인도 변형 모델에는 6000 mAh Li-ion 배터리가, 다른 변형 모델에는 5000 mAh Li-ion 배터리가 탑재되어 있다. 이 폰은 25W 고속 충전을 지원하지만 15W 고속 충전기와 함께 제공된다.

#### 카메라
삼성 갤럭시 M32는 64MP 메인 카메라, 8MP 초광각 카메라, 2MP 매크로 카메라, 2MP 심도 센서를 갖춘 쿼드 카메라 설정을 가지고 있다. 또한 20MP 전면 카메라도 탑재되어 있다. 두 카메라 모두 30 fps로 1080p 비디오를 녹화할 수 있다.

### 소프트웨어
삼성 갤럭시 M32는 안드로이드 11과 One UI 3.1이 사전 설치되어 출시된다. 이 폰은 안드로이드 12 업데이트 대상이다.

## 같이 보기
- 삼성 갤럭시 M31
- 삼성 갤럭시 M 시리즈
- One UI